# Livaie
Livaie est une ancienne commune française, située dans le département de l'Orne en région Normandie, peuplée de 222 habitants. Depuis le 1er janvier 2019, elle est une commune déléguée de L'Orée-d'Écouves.

## Géographie
La commune est située dans la campagne d'Alençon, dans la forêt d'Écouves
| Longuenoë       | Saint-Didier-sous-Écouves | Fontenai-les-Louvets                           |
| Longuenoë       | Livaie                    | Fontenai-les-Louvets, Saint-Nicolas-des-Bois   |
| La Roche-Mabile | Saint-Denis-sur-Sarthon   | Saint-Nicolas-des-Bois, Cuissai (par un angle) |

## Toponymie
Ce toponyme est pour l'ivaie, « lieu planté d'ifs »[réf. nécessaire].
Le gentilé est Livayen.

## Histoire
Le 1er janvier 2019, la commune est regroupée avec Fontenai-les-Louvets, Longuenoë et Saint-Didier-sous-Écouves sous la commune nouvelle de L'Orée-d'Écouves qui est actée par un arrêté préfectoral du 10 juillet 2018.

## Politique et administration
| Période                                  | Période   | Identité        | Étiquette | Qualité                                                                                       |
| ---------------------------------------- | --------- | --------------- | --------- | --------------------------------------------------------------------------------------------- |
| 1983                                     | mars 2008 | Joaquim Pueyo   | PS        | Directeur d'établissement pénitentiaire, conseiller général du canton d'Alençon-1 (1988-2012) |
| mars 2008                                | mars 2014 | Bruno Cauchy    | SE        | Technicien                                                                                    |
| mars 2014                                | En cours  | Roger Louisfert | SE        | Chauffeur de poids lourds en retraite                                                         |
| Les données manquantes sont à compléter. |           |                 |           |                                                                                               |

Le conseil municipal est composé de onze membres dont le maire et deux adjoints<ref« Livaie (61420) - Municipales 2014 », sur elections.ouest-france.fr, Ouest-France (consulté le 9 juin 2014)</ref>.

## Démographie
En 2021, la commune comptait 222 habitants. Depuis 2004, les enquêtes de recensement dans les communes de moins de 10 000 habitants ont lieu tous les cinq ans (en 2004, 2009, 2014, etc. pour Livaie) et les chiffres de population municipale légale des autres années sont des estimations. 
Livaie a compté jusqu'à 614 habitants en 1846.
| 1793 | 1800 | 1806 | 1821 | 1836 | 1841 | 1846 | 1851 | 1856 |
| ---- | ---- | ---- | ---- | ---- | ---- | ---- | ---- | ---- |
| 520  | 501  | 527  | 521  | 527  | 575  | 614  | 588  | 512  |

| 1861 | 1866 | 1872 | 1876 | 1881 | 1886 | 1891 | 1896 | 1901 |
| ---- | ---- | ---- | ---- | ---- | ---- | ---- | ---- | ---- |
| 504  | 492  | 467  | 432  | 420  | 384  | 378  | 337  | 331  |

| 1906 | 1911 | 1921 | 1926 | 1931 | 1936 | 1946 | 1954 | 1962 |
| ---- | ---- | ---- | ---- | ---- | ---- | ---- | ---- | ---- |
| 279  | 237  | 202  | 214  | 215  | 196  | 189  | 187  | 178  |

| 1968 | 1975 | 1982 | 1990 | 1999 | 2004 | 2009 | 2014 | 2019 |
| ---- | ---- | ---- | ---- | ---- | ---- | ---- | ---- | ---- |
| 151  | 162  | 164  | 153  | 170  | 171  | 194  | 189  | 213  |

## Lieux et monuments
- Église Saint-André du XIXe siècle.
- Butte Chaumont (378 mètres), en limite sud du territoire.
- Bois de Roche Élie et de Chaumont, extrémité sud-ouest de la forêt d'Écouves.

## Personnalités liées à la commune
- Joaquim Pueyo, né en 1950, ancien maire d'Alençon, ancien maire de Livaie.